# Pluot

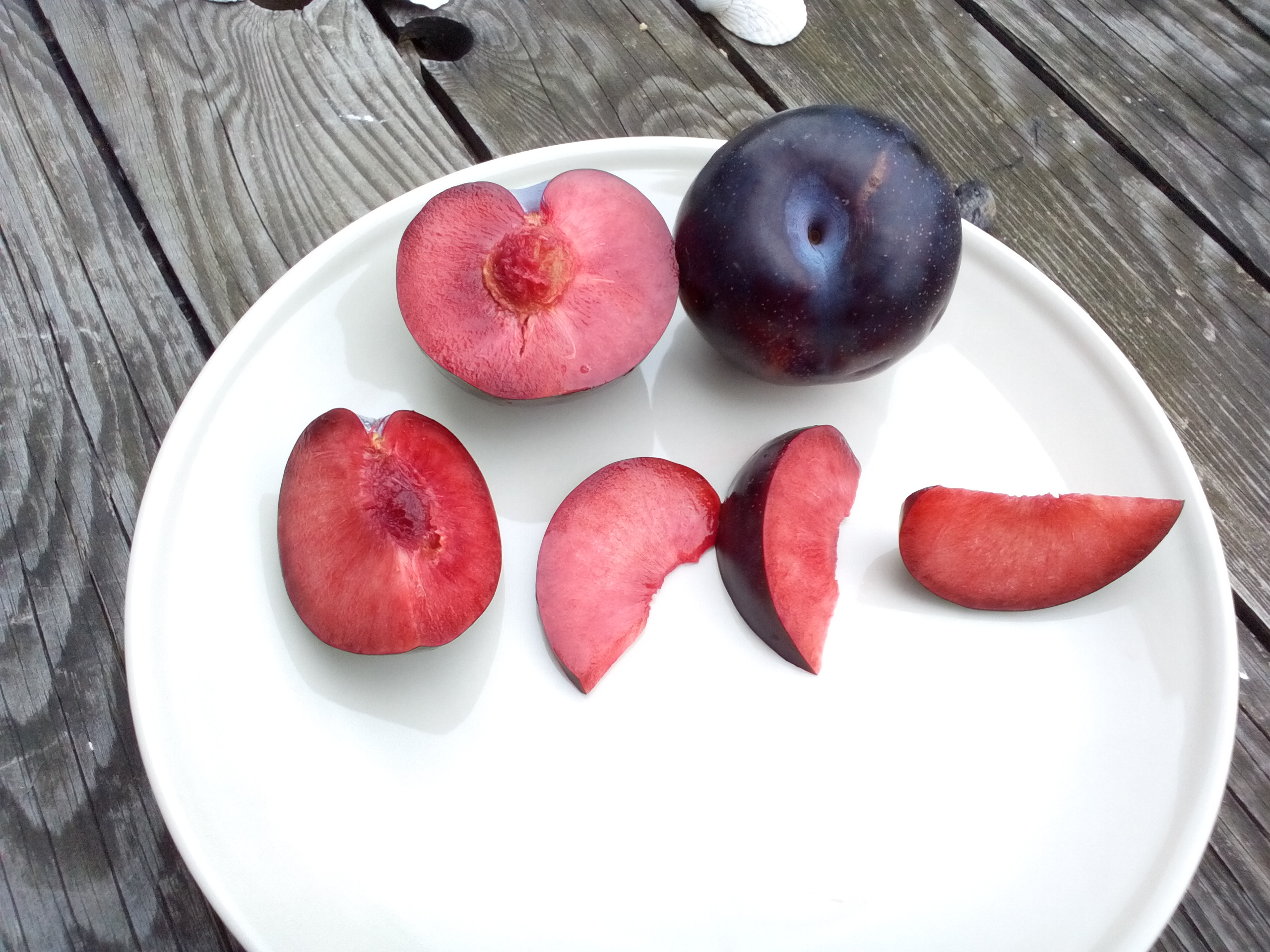
Pluots.

Pluot (plü-ot) est le nom commercial d'un fruit développé à la fin du XXe siècle par Floyd Zaiger pour la société Zaiger's Genetics. Il est parfois commercialisé sous l'appellation "œufs de dinosaure".

## Description
L'appellation est un mot-valise composé de l'anglais plum, la prune et apricot, l'abricot.
Il s'agit d'un hybride complexe composé de ¾ de prune et ¼ d'abricot. L'aspect extérieur est proche de la prune. Le goût est très sucré et très parfumé.
Les pluots sont riches en provitamine A.

## Variétés
Il existe de nombreuses variétés de pluot telles que Blue Gusto, Candy Stripe, CandyRosa, etc.